# Hydraphaenops elegans
Hydraphaenops elegans is een keversoort uit de familie van de loopkevers (Carabidae). De wetenschappelijke naam van de soort is voor het eerst geldig gepubliceerd in 1945 door A. Gaudin.